# Eustóquio de Jerusalém
Eustóquio de Jerusalém foi o patriarca de Jerusalém entre 552 e 564 Seu episcopado coincidiu com as ferozes disputas cristológicas ocorridas no final do reinado do imperador bizantino Justiniano I (r. 527–565).

## Vida e obras
Após a morte de Pedro, em 544, um grupo de monges origenistas em Jerusalém elegeram Macário II, também origenista, como patriarca. Porém, o imperador, que era um ferrenho ortodoxo, preferia Eustóquio, o ecônomo da Igreja de Alexandria para a posição, mesmo ele vivendo em Constantinopla. Em 552, o imperador ordenou que Macário fosse deposto e que Eustóquio o substituísse.
Eustóquio não compareceu ao Segundo Concílio de Constantinopla de 553, em Constantinopla, mas foi representado por três legados: os bispos Estéfano de Ráfia, Jorge de Tibérias e Damasco de Sozusa (ou Sozytana). No concílio, não apenas os "Três Capítulos", associados ao monofisismo, foram condenados, mas também o origenismo. Eustóquio então convocou, mais pra frente, em 553, um concílio local em Jerusalém no qual todos os bispos da Palestina (com exceção de Alexandre de Ábila) confirmaram os vereditos do concílio em Constantinopla. Ainda assim, apesar dos esforços de Eustóquio, uma revolta contra os vereditos do concílio se levantou nos mosteiros, liderada pelos monges da Nova Lavra, fundada por São Savas.
Em 555, Eustóquio, numa reação enérgica e com o apoio do duque Anastásio, tomou de assalto a Lavra e expulsou mais de sessenta monges do mosteiro, substituindo-os com monges de outros mosteiros ortodoxos no deserto. Porém, a ação, ao contrário do que imaginava Eustóquio, não foi suficiente para terminar com a oposição monofisista e origenista. Em 564, Eustóquio foi deposto e Macário II, seu antecessor, foi reconduzido ao trono patriarcal.
A data da morte de Eustóquio é desconhecida.